# 崇城大學前車站
崇城大學前站（日语：／ Sōjō Daigaku-mae eki */?）位於熊本縣熊本市西区池田四丁目，屬於九州旅客鐵道（JR九州）鹿兒島本線的鐵路車站。

## 歷史
- 1988年（昭和63年）3月13日 - 熊本工大前站開業。現在崇城大学在当時名稱為「熊本工業大学」。
- 2004年（平成16年）3月13日 - 車站改名崇城大学前站（2000年4月，熊本工業大学改名「崇城大学」[1]，4年後本站改名）。
- 2012年（平成24年）12月1日  - 開始支持交通系IC卡SUGOCA[3]。

## 車站結構
站台為相對式2面2線，屬於地面車站。站台之間用跨線橋連接。
JR九州鐵道營業將本站定為業務委託車站。短距離車票可在該站的自動售票機上購買。

### 站台配置
| 站台 | 路線        | 方向 | 目的地                 |
| ---- | ----------- | ---- | ---------------------- |
| 1    | ■鹿兒島本線 | 下行 | 熊本・八代方向         |
| 2    | ■鹿兒島本線 | 上行 | 大牟田・鳥栖・博多方向 |

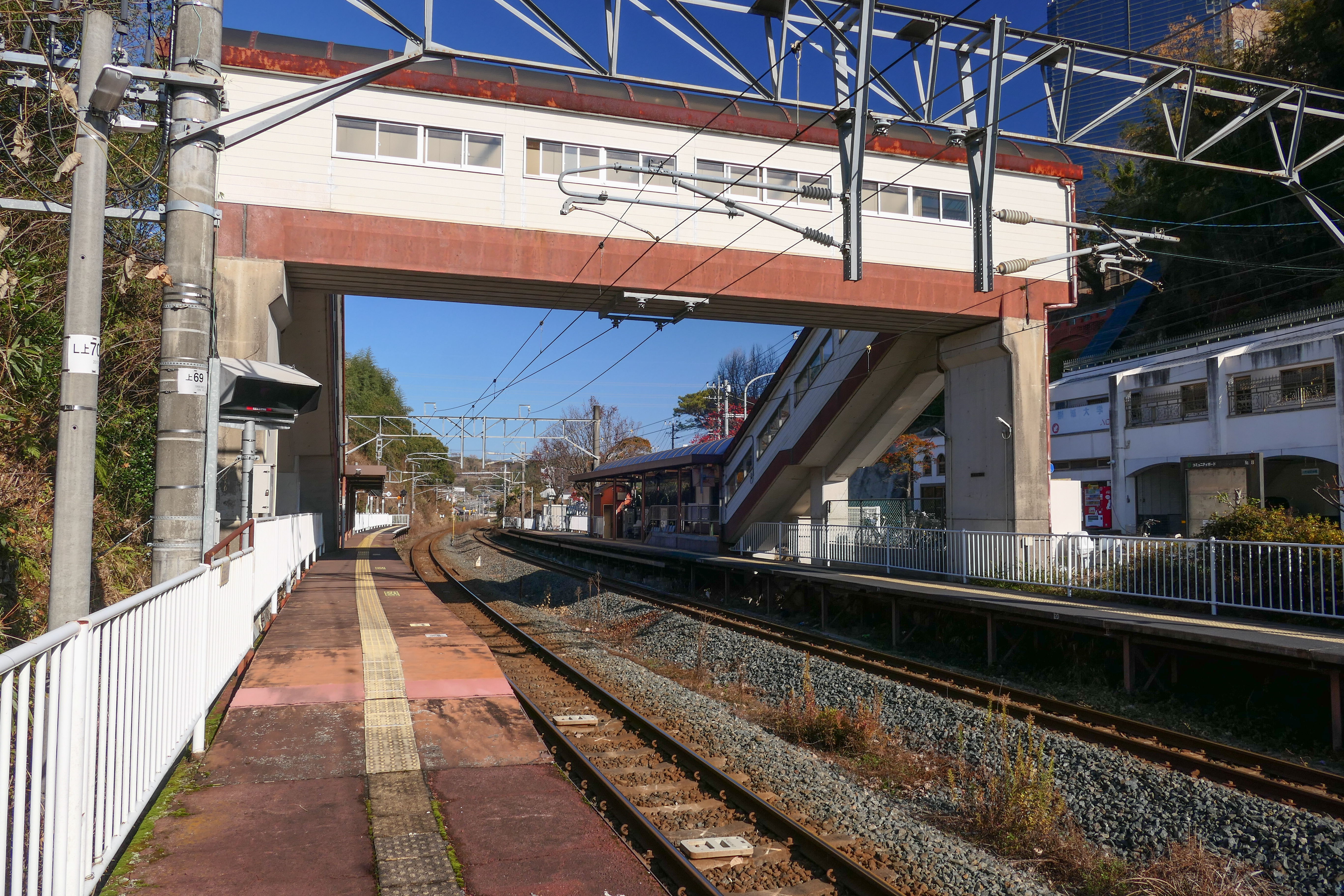
月台(2024年1月)
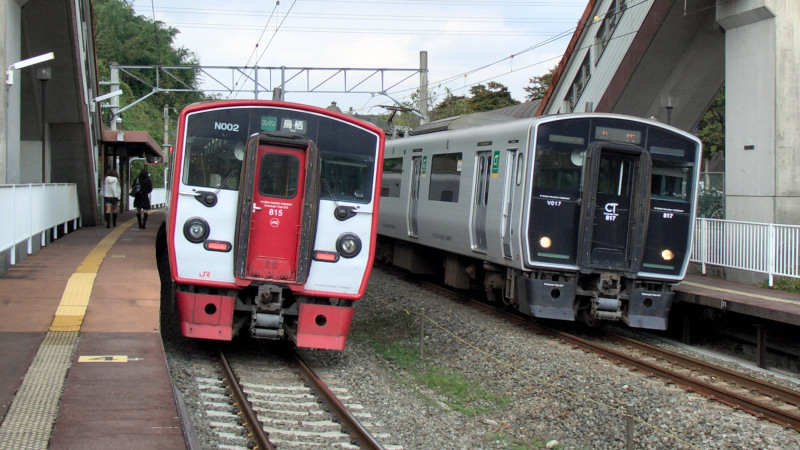
停車的列車
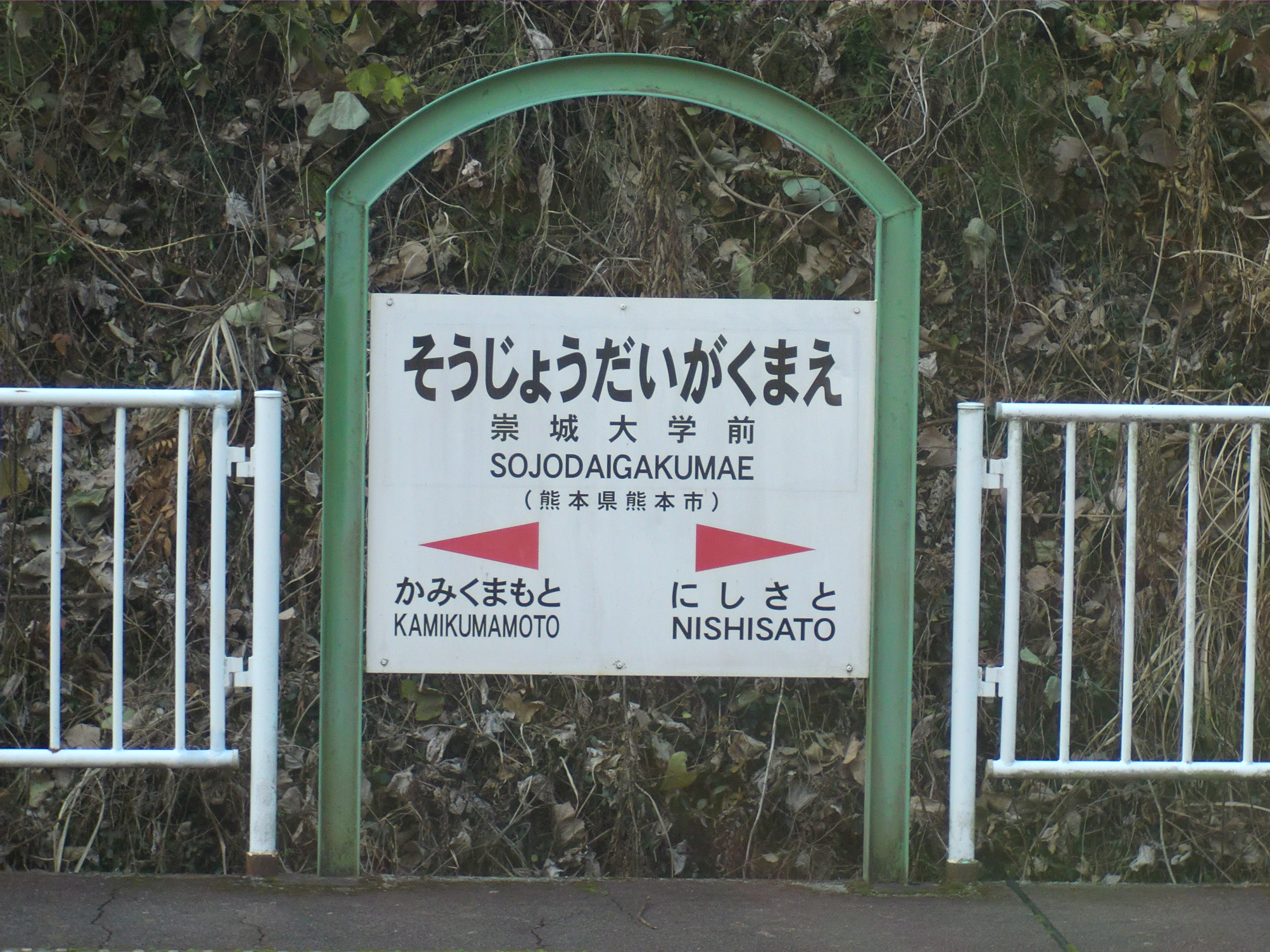
站名標識

## 車站周邊
- 崇城大学（日语：崇城大学）
- 文德中學校·高等學校（日语：文徳中学校・高等学校）
- 熊本電視台
- 柿原公園
- 柿原簡易郵局
- 柿原養鱒場
- 韓韓坂車站 - 熊本電氣鐵道菊池線的車站

## 相鄰車站
九州旅客鐵道
■鹿兒島本線
■區間快速、■普通
西里－崇城大學前－上熊本

## 外部鏈接
- JR九州 – 崇城大學前車站 （页面存档备份，存于）（日語）